# Ota Keisuke
Keisuke Ota (sinh ngày 23 tháng 7 năm 1981) là một cầu thủ bóng đá người Nhật Bản.

## Sự nghiệp câu lạc bộ
Keisuke Ota đã từng chơi cho Shimizu S-Pulse, Ventforet Kofu, Kashiwa Reysol, JEF United Chiba, Tokushima Vortis và FC Gifu.